# Авария MD-11 в Ньюарке
Авария MD-11 в Ньюарке — авиационная авария, произошедшая в четверг 31 июля 1997 года в аэропорту Ньюарка (Нью-Джерси). Авиалайнер McDonnell Douglas MD-11F авиакомпании FedEx выполнял грузовой рейс FDX14 по маршруту Сингапур—Пинанг—Тайбэй—Анкоридж—Ньюарк, но при выполнении посадки в пункте назначения отскочил от взлётной полосы, после чего его правая плоскость крыла врезалась в землю и разрушилась. Загоревшись и заваливаясь вправо, лайнер перевернулся, разрушился и сгорел. Все находящиеся на его борту 5 человек (2 пилота и 3 пассажира) успели эвакуироваться и выжили.

## Самолёт
McDonnell Douglas MD-11F (регистрационный номер N611FE, заводской 48604, серийный 551) был выпущен фирмой «McDonnell Douglas» в августе 1993 года в грузовом варианте. Оснащён тремя двухконтурными турбовентиляторными двигателями General Electric CF6-80C2D1F. Авиалайнер получил бортовой номер N611FE и был продан заказчику — американской грузовой авиакомпании Federal Express (FedEx), в которую поступил 22 сентября; самолёту присвоили флотский номер 611 и имя Joshua (Джошуа). На день аварии совершил 2950 циклов «взлёт-посадка» и налетал 13 034 часа.
| № | Дата выпуска         | Наработка                 | Наработка              |
| № | Дата выпуска         | СНЭ                       | СПКР                   |
| - | -------------------- | ------------------------- | ---------------------- |
| 1 | 12 июня 1992 года    | 3384 цикла, 14 652 часа   | 379 циклов, 1666 часов |
| 2 | 23 августа 1992 года | 2681 цикл, 14 930 часов   | 918 циклов, 4779 часов |
| 3 | 8 сентября 1990 года | 3888 циклов, 16 950 часов | 284 цикла, 1259 часов  |

## Экипаж
Экипаж рейса FDX14 состоял из двух пилотов:
- Командир воздушного судна (КВС) — 46-летний Роберт М. Фримен (англ. Robert M. Freeman). Очень опытный пилот, в 1979 году начал работать пилотом в грузовой авиакомпании Flying Tiger Line. В авиакомпанию FedEx перешёл в 1989 году (проработал в ней 8 лет), когда та объединилась с Flying Tiger Line. Помимо квалификации пилота имел квалификацию бортинженера реактивных самолётов. По медицинским показаниям носил очки. Налетал свыше 11 000 часов (2621 из них в авиакомпании FedEx), 1253 из них на MD-11 (318 из них в качестве КВС)[5]. По результатам проверки от 29 октября 1996 года получил неудовлетворительную оценку, в связи с чем был отправлен на дополнительную подготовку по действиям при отказе двигателя, которую успешно закончил. Отдых перед заступлением в Анкоридже составил 7 дней. Авиационных происшествий и инцидентов в прошлом не имел[6].
- Второй пилот — 39-летний Дональд Э. Гудин (англ. Donald E. Goodin). Опытный пилот, в авиакомпании FedEx с 6 сентября 1994 года (проработал в ней 2 года и 10 месяцев); изначально занимал должность сотрудника по наземному обслуживанию. В прошлом лётчик ВМС США, работал бортинженером в другой авиакомпании. На момент поступления в FedEx налетал 1911 часов в должности лётчика и 1200 часов в должности бортинженера. В октябре 1995 года был квалифицирован на пилота гражданской авиации. Налетал 3703 часа (592 из них в FedEx), 95 из них на MD-11 (все за последние 2 месяца; 56 часов за последние 30 дней). Авиационных происшествий и инцидентов в прошлом не имел. Отдых перед заступлением в Анкоридже составил 2 дня[6].

## Авария

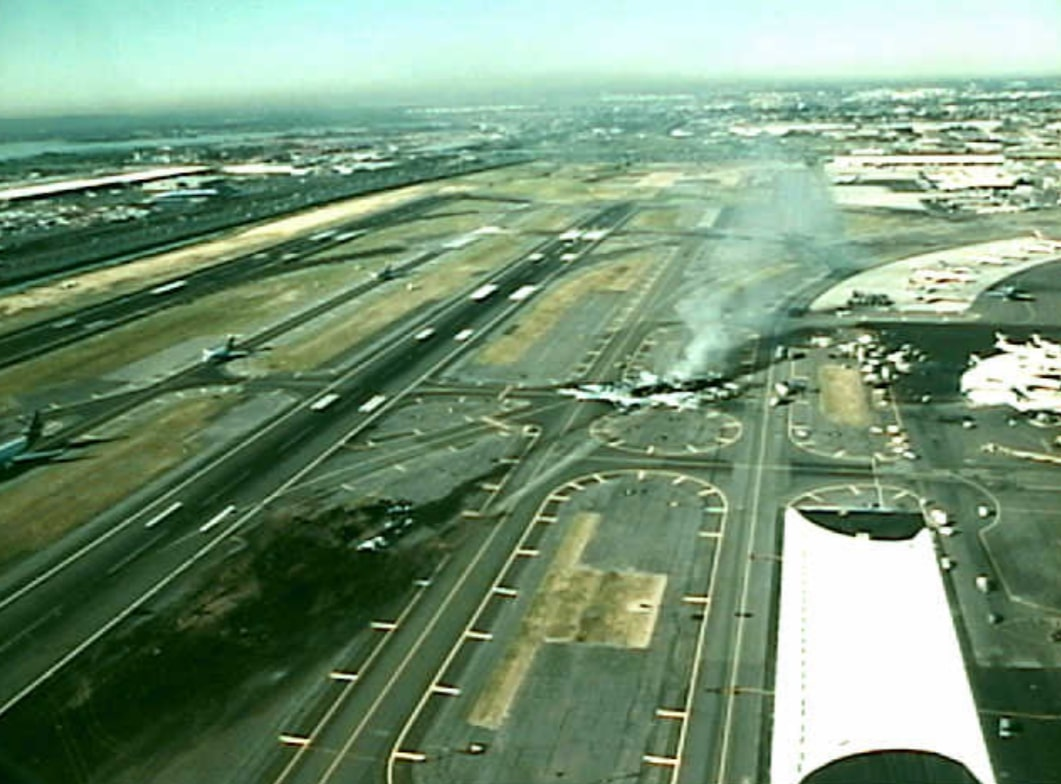
Обломки борта N611FE

McDonnell Douglas MD-11F борт N611FE выполнял регулярный грузовой рейс FDX14 из Сингапура с промежуточными посадками в Пинанге (Малайзия), Тайбэе (Китайская Республика) и Анкоридже (США, штат Аляска).
Полёт от Анкориджа до Ньюарка проходил на эшелоне FL330 (10 050 метров) без отклонений, на борту находились 2 пилота и 3 пассажира, один из которых сидел в кабине пилотов на откидном сиденье. Продолжительность данного полёта обычно 6 часов 38 минут, но благодаря попутному ветру со скоростью в 83 км/ч в этот день полёт должен был быть на 47 минут короче — 5 часов 51 минуту. В 01:02:11 Бостонский диспетчерский центр управления воздушным движением дал указание рейсу 014 снижаться и занимать эшелон FL180 (5500 метров). В 01:03 командир и второй пилот обсудили условия подхода и посадки на полосу №22R. Полоса №22L, которая примерно на 335 метров длиннее полосы №22R, в тот день была закрыта на ремонт. В 01:14:22 командир попросил второго пилота, чтобы тот предупредил пассажиров о том, что торможение будет достаточно резким. В течение подхода командир дважды предупредил второго пилота, чтобы при посадке использовались только реверсы среднего и правого двигателей, а в 01:16 отметил, что левая посадочная фара не работает. В 01:29 диспетчер дал разрешение на посадку и предупредил о наземном ветре курсом 250° и скоростью 9 км/ч.
Управлял самолётом при посадке второй пилот, который в 01:30:02 скомандовал применить максимальное торможение, что подтвердил командир. В 01:30:34 командир ответил, что горят все четыре зелёных индикатора выпуска шасси, после чего дал указание выпустить закрылки на 50°. В 01:30:45 при высоте полёта 365 метров командир отключил автопилот. Воздушная скорость лайнера при этом составляла 292 км/ч, а пилоты выбрали скорость 290 км/ч (Vref+5). Далее последовательно раздались сигналы предупреждения о высоте 304 и 152 метра над землёй, а в 01:32:03 второй пилот сообщил о высоте принятия решения (64 метра). В 01:32:09 второй пилот крикнул задействовать тормоза на максимум. В 01:32:18,75 рейс 014 коснулся полосы, но через полсекунды отскочил в воздух. В 01:32:21,62 самолёт коснулся полосы второй раз, а командир со вторым пилотом тут же начали материться, после чего в 01:32:27 раздался звук рвущегося металла. По данным бортового самописца, буквально за секунду до первого касания лайнер на высоте 5 метров и при скорости 281 км/ч начал опускать нос. После первого касания полосы лайнер приподнял нос и вновь поднялся в воздух на высоту 1,5 метра, а затем перешёл в снижение и вновь коснулся полосы с некоторым правым креном. Через несколько секунд после касания ВПП в 01:30:26 на правой стойке шасси лопнули шины и она подломилась. Рейс FDX14 завалился вправо, после чего правая плоскость крыла врезалась в землю.
Вылетевший с полосы вправо самолёт перевернулся и сгорел, оба пилота и все 3 пассажира выжили и успели эвакуироваться. Оценочная стоимость лайнера составляла $ 112 000 000. Взлётная полоса также была повреждена, стоимость её ремонта обошлась примерно в $ 500 000.

## Расследование
Расследование причин аварии рейса FDX14 проводил Национальный совет по безопасности на транспорте (NTSB).
Окончательный отчёт расследования был опубликован 25 июля 2000 года.
Согласно отчёту, виновником аварии стал командир экипажа, который чрезмерно активно начал управлять лайнером при посадке, в том числе на высоте всего 5 метров опустил нос и увеличил скорость снижения. Из-за этого балансировка самолёта оказалась нарушена, но КВС не стал уходить на второй круг. Способствовало аварии и то обстоятельство, что посадка выполнялась на полосу средней длины, а потому экипаж старался выполнить касание как можно ближе к начальному торцу, чтобы иметь больший запас полосы на остановку.

## Последствия аварии
Рейс FDX14 в авиакомпании FedEx существует и поныне, но его маршрут изменился на Гонконг—Тайбэй—Анкоридж—Мемфис.

## Культурные аспекты
Авария рейса 014 FedEx показана в 14 сезоне канадского документального телесериала Расследования авиакатастроф в серии Смерть в Нарите. При этом самолёт в серии ошибочно указан как Boeing MD-11.

### Комментарии
1. ↑  Здесь и далее указано Североамериканское восточное время — EST